# Noël Gallon
Noël Gallon (Parigi, 11 settembre 1891 – Parigi, 26 dicembre 1966) è stato un pedagogo e compositore francese.

## Biografia
Noël Gallon nacque in una famiglia di pedagoghi e musicisti, in particolare ebbe per fratello maggiore Jean Gallon. Studiò al Conservatorio di Parigi dove ebbe per insegnanti Édouard Risler (pianoforte), Albert Lavignac (armonia), Georges Caussade (contrappunto e fuga) e Charles Lenepveu (composizione). Nel 1910 ricevette il Prix de Rome per la musica, ma è principalmente conosciuto per la sua attività di professore di solfeggio e contrappunto nello stesso conservatorio dove si formò. I suoi Cent dictées mélodiques difficiles à l'usage des conservatoires et écoles de musique (Cento dettati melodici difficili per l'uso nei conservatori e nelle scuole di musica) furono a lungo utilizzati come principale strumento per l'insegnamento del solfeggio in Francia e in Quebec. Tra i suoi allievi si distinsero i compositori Maurice Duruflé, Olivier Messiaen, Henri Dutilleux, Tony Aubin, i fratelli René e Henri Challan, Jeanne Demessieux, Jean Rivier e Pierre Sancan.

## Opere

### Opere musicali
- Paysans et soldats (Contadini e soldati) dramma musicale (1911)
- Hansli le bossu (Hansli il gobbo), scritto con il fratello Jean (1914)

### Opere didattiche
- Cent dictées musicales progressives à trois parties
- Cent dictées mélodiques difficiles à l'usage des conservatoires et écoles de musique
- Soixante dictées d'intervalles et d'accords
- Cours complet de dictée musicale
- Cinquante leçons de solfège rhytmique en deux volumes
- Traité de contrepoint, scritto con Marcel Bitsch (1964)